# Astragalus minimus
Astragalus minimus är en ärtväxtart som beskrevs av Julius Rudolph Theodor Vogel. Astragalus minimus ingår i släktet vedlar, och familjen ärtväxter. Inga underarter finns listade i Catalogue of Life.